# Koordinator der Bundesregierung für die transatlantische Zusammenarbeit
Der Koordinator der Bundesregierung für die transatlantische Zusammenarbeit (Vollform: Koordinator der Bundesregierung für die transatlantische zwischengesellschaftliche, kultur- und informationspolitische Zusammenarbeit; auch als Transatlantik-Koordinator der Bundesregierung bezeichnet) ist im Auswärtigen Amt angesiedelt. Derzeitiger Koordinator ist seit Mai 2025 Metin Hakverdi (SPD).
Das Amt wurde 1981 geschaffen und beschränkte sich unter der Bezeichnung Koordinator der Bundesregierung für die deutsch-amerikanische (zwischengesellschaftliche, kultur- und informationspolitische) Zusammenarbeit zunächst auf die Beziehungen zu den Vereinigten Staaten. Im Jahr 2011 erhielt das Amt seine heutige Bezeichnung und wurde auf die Beziehungen zu Kanada ausgeweitet.
Wie die meisten anderen Beauftragten und Koordinatoren der Bundesregierung ist das Amt nicht in die Hierarchie der Verwaltung eingegliedert. Zur Erledigung seiner Aufgaben sind dem Koordinator zwei Mitarbeiter zugeordnet.
Seit 1999 wurde das Amt nur noch mit aktuellen oder ehemaligen Bundestagsabgeordneten besetzt.

## Aufgaben
Der Transatlantik-Koordinator berät und unterstützt die Bundesregierung und vor allem den Bundesminister des Auswärtigen bei Angelegenheiten in seinem Aufgabenbereich. Im Fokus stehen die Beziehungen zu den Vereinigten Staaten. Aber auch die Beziehungen zu Kanada liegen im Tätigkeitsspektrum des Koordinators.
Die Arbeit des Koordinators umfasst eine Vielzahl an Politikfeldern und nicht nur die eigentliche Außenpolitik. So spielen bspw. auch kulturelle und zivilgesellschaftliche Aspekte eine Rolle. Der damalige Koordinator Harald Leibrecht betonte 2011 in der Zeitschrift für Außen- und Sicherheitspolitik bei der Bewertung seiner Amtsaufgaben die „Förderung des transatlantischen Dialogs“.
Der Koordinator tritt gelegentlich in der Öffentlichkeit für die US- und Kanada-Politik der Bundesregierung auf. Teilweise setzt er aber auch eigene Akzente. So forderte Peter Beyer im März 2021 bspw. entgegen der allgemeinen Haltung in der Bundesregierung ein Moratorium für den Bau der politisch umstrittenen Gaspipeline Nord Stream 2.

## Amtsinhaber
- 1981–1982: Hildegard Hamm-Brücher
- 1982–1986: Berndt von Staden
- 1987–1999: Werner Weidenfeld
- 1999–2010: Karsten Voigt
- 2010–2011: Hans-Ulrich Klose
- 2011–2014: Harald Leibrecht
- 2014–2014: Philipp Mißfelder
- 2014–2018: Jürgen Hardt
- 2018–2022: Peter Beyer
- 2022–2024: Michael Georg Link
- 2024–2025: Tobias Lindner (kommissarisch)
- seit 2025: Metin Hakverdi